# Raphael Strasser
Raphael Strasser (* 11. Juli 2001 in Wien) ist ein österreichischer Fußballspieler.

## Karriere

### Verein
Strasser begann seine Karriere beim First Vienna FC. Zur Saison 2010/11 kam er in die Jugend des SK Rapid Wien, bei dem er ab der Saison 2015/16 auch sämtliche Altersstufen in der Akademie durchlief.
Im August 2019 debütierte er gegen den SV Leobendorf für die Amateure von Rapid in der Regionalliga. In jenem Spiel, das die Wiener mit 3:0 gewannen, erzielte er auch prompt sein erstes Tor in der dritthöchsten Spielklasse. Bis zum Saisonabbruch kam er zu zwölf Regionalligaeinsätzen, in denen er drei Tore erzielte. Zu Saisonende stieg er mit Rapid II in die 2. Liga auf.
Sein Debüt in der zweithöchsten Spielklasse gab Strasser im September 2020, als er am zweiten Spieltag der Saison 2020/21 gegen den FC Juniors OÖ in der 87. Minute für Mustafa Kocyigit eingewechselt wurde. Bis Saisonende kam er zu neun Zweitligaeinsätzen. Nach der Saison 2020/21 verließ er Rapid und kehrte zum Regionalligisten First Vienna FC zurück, bei dem er einst seine Karriere begonnen hatte. Für die Vienna kam er bis zur Winterpause zu acht Regionalligaeinsätzen.
Im Jänner 2022 wurde er innerhalb der Ostliga an den FCM Traiskirchen verliehen. Während der Leihe kam er zu zwölf Einsätzen für die Niederösterreicher. Zur Saison 2022/23 kehrte er zur Vienna zurück.
Im Jänner 2024 wechselte Strasser zum Regionalligisten SC Neusiedl am See.

### Nationalmannschaft
Strasser spielte im Dezember 2016 zwei Mal für die österreichische U-16-Auswahl.